# Eberhard Godt
Eberhard Godt né le 15 août 1900 à Lübeck  et décédé le 13 septembre 1995  est un contre-amiral allemand qui participe à la Seconde Guerre mondiale.

## Biographie
Eberhard Godt était un officier de la marine allemande, il a participé à la Première Guerre mondiale et à la Seconde Guerre mondiale. 
Il a rejoint la Kaiserliche Marine en 1918 et a démissionné après le cessez-le-feu en novembre de la même année. En mars 1920, il reprend du service dans la Reichsmarine et a servi à bord de navires jusqu'en 1935 quand il a été transféré dans l'armée des sous-marins. En janvier 1938, il a été nommé commandant en second des opérations de l'U-boat derrière Karl Donitz. Il a continué dans son rôle jusqu'en janvier 1943, quand il a pris le commandement tactique des opérations de U-Boat quand Dönitz fut promu au commandement de la Kriegsmarine.
Le  31 mai 1945 est entré dans la zone spéciale en Colombie, mais son immigration a été rejetée le  11 avril 1947. Pendant ce temps, il a témoigné comme témoin au procès de Nuremberg. Après sa libération, il a travaillé de 1949 à 1952 en tant qu'employé du musée de la Deutsche Marine de Bremerhaven.
Après la guerre, il a écrit son histoire sur les opérations de la Kriegsmarine durant la Seconde Guerre mondiale.
Jusqu'à la mort de son ancien patron Karl Donitz, Godt est resté ami.